# Amedeo Avogadro

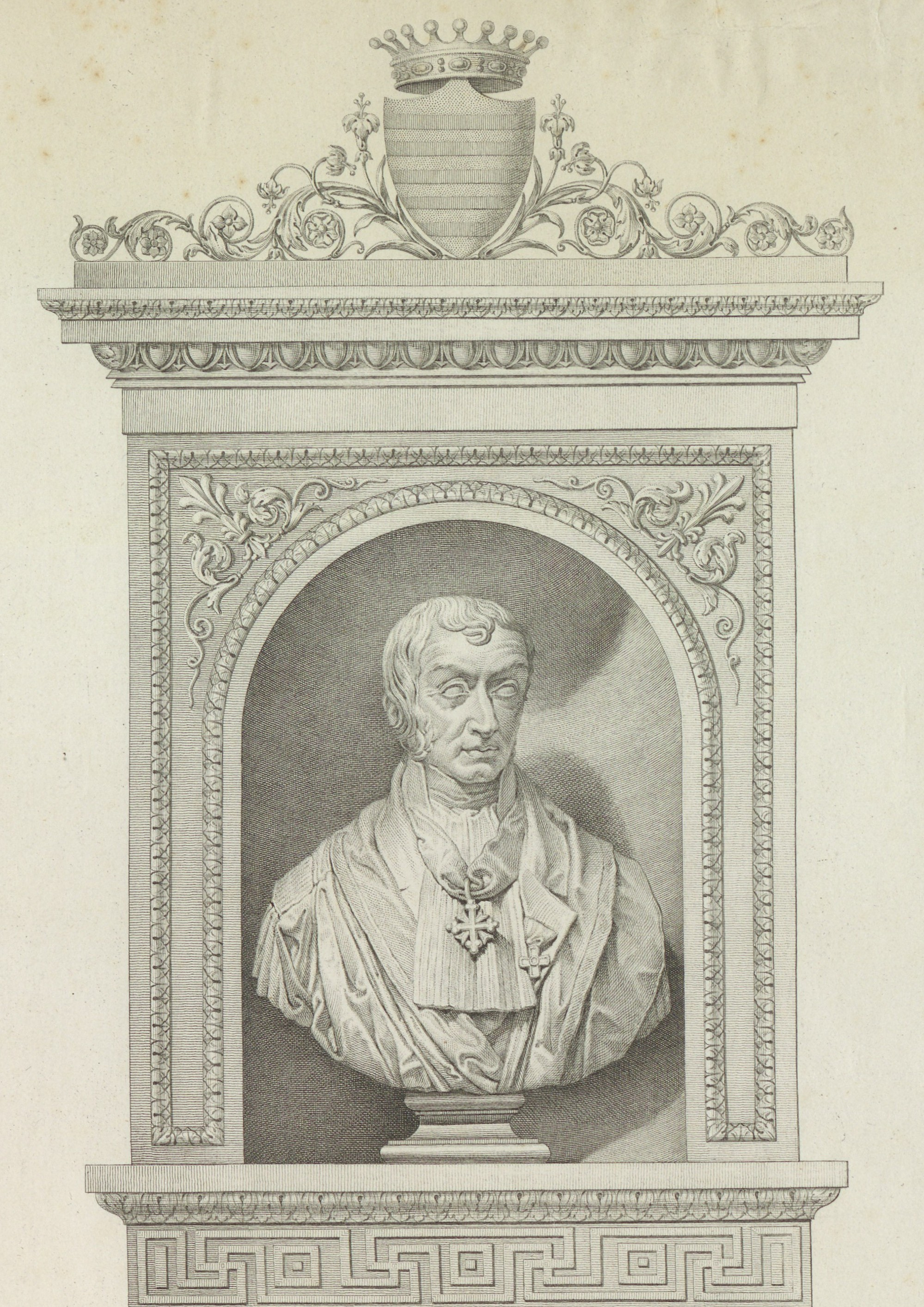
Amedeo Avogadro

Lorenzo Romano Amedeo Carlo Avogadro, conte de Quaregna și Cerreto (n. 9 august 1776, Torino – d. 9 iulie 1856, Torino) a fost un fizician și chimist italian.

## Biografie
Descendent al unei familii nobile de guelfi, din Vercelli, care în timp s-a divizat în mai multe ramuri. Una din ramuri s-a stabilit în Quaregna, un sătuc de lângă Biella, din care se trage și familia lui Amedeo.
Până la vârsta de 30 de ani, a făcut studii juridice, după care s-a interesat de domeniul științific. Între 1809 și 1819 a fost profesor de fizică și matematică la Colegiul Regal din Vercelli. În anul 1820 a fost înființată prima catedră de fizică și matematică din Italia, la universitatea din Torino. Amedeo Avogadro a fost numit șeful acestei catedre, unde a predat, cu întreruperi, până în 1850.
A fost membru al Academiei de Științe și a Societății Italiene "dei XL" (a celor 40). Și-a orientat cercetările spre problemele cele mai importante din fizică și chimie.
În 1811, pe când preda la Vercelli, a emis așa numita "ipoteză moleculară", potrivit căreia două volume egale din orice gaze, aflate la aceeași presiune și temperatură, conțin același număr de molecule. 
Numărul lui Avogadro, cunoscut și sub denumirea de constanta lui Avogadro, este aproximativ egal cu 6,022×1023 mol−1 și reprezintă numărul de molecule conținut într-un mol de substanță.